# ألف ويست
ألف ويست (بالإنجليزية: Alf West)‏ (15 ديسمبر 1881 بنوتنغهام في المملكة المتحدة - 27 يونيو 1944 في المملكة المتحدة) هو لاعب كرة قدم بريطاني (وحمل سابقاً جنسية المملكة المتحدة لبريطانيا العظمى وأيرلندا) في مركز الدفاع. لعب مع نادي بارنسلي ونادي ريدنغ ونادي ليفربول ونوتس كاونتي وShirebrook Miners Welfare F.C. ‏ وIlkeston F.C. ‏ ونادي مانسفيلد تاون.